# 13e étape du Tour de France 2010
Pour un article plus général, voir Tour de France 2010.
La 13e étape du Tour de France 2010 s'est déroulée le samedi 17 juillet 2010 entre Rodez et  Revel sur 196 km.

## Sprints intermédiaires
| Premier   | Pierrick Fédrigo    | 6 pts. |
| Deuxième  | Juan Antonio Flecha | 4 pts. |
| Troisième | Sylvain Chavanel    | 2 pts. |

| Premier   | Juan Antonio Flecha | 6 pts. |
| Deuxième  | Pierrick Fédrigo    | 4 pts. |
| Troisième | Sylvain Chavanel    | 2 pts. |

## Côtes
| Premier   | Sylvain Chavanel    | 3 pts |
| Deuxième  | Pierrick Fédrigo    | 2 pts |
| Troisième | Juan Antonio Flecha | 1 pt  |

| Premier   | Pierrick Fédrigo    | 3 pts |
| Deuxième  | Sylvain Chavanel    | 2 pts |
| Troisième | Juan Antonio Flecha | 1 pt  |

| Premier   | Pierrick Fédrigo    | 4 pts |
| Deuxième  | Sylvain Chavanel    | 3 pts |
| Troisième | Juan Antonio Flecha | 2 pts |
| Quatrième | Thomas Voeckler     | 1 pt  |

| Premier   | Sylvain Chavanel    | 3 pts |
| Deuxième  | Pierrick Fédrigo    | 2 pts |
| Troisième | Juan Antonio Flecha | 1 pt  |

| - 5.Côte de Saint-Ferréol, 3e catégorie (kilomètre 188,5) \| Premier \| Alessandro Ballan \| 4 pts \| \| Deuxième \| Alexandre Vinokourov \| 3 pts \| \| Troisième \| Nicolas Roche \| 2 pts \| \| Quatrième \| Luis León Sánchez \| 1 pt \| |                      |       |
| Premier | Alessandro Ballan    | 4 pts |
| Deuxième | Alexandre Vinokourov | 3 pts |
| Troisième | Nicolas Roche        | 2 pts |
| Quatrième | Luis León Sánchez    | 1 pt  |

## Classement de l'étape
| Classement de la 13e étape | Classement de la 13e étape | Classement de la 13e étape | Classement de la 13e étape | Classement de la 13e étape |
|                            | Coureur                    | Pays                       | Équipe                     | Temps                      |
| -------------------------- | -------------------------- | -------------------------- | -------------------------- | -------------------------- |
| 1er                        | Alexandre Vinokourov       | KAZ                        | Astana                     | en 4 h 26 min 26 s         |
| 2e                         | Mark Cavendish             | GBR                        | Team HTC-Columbia          | + 13 s                     |
| 3e                         | Alessandro Petacchi        | ITA                        | Lampre-Farnese             | + 13 s                     |
| 4e                         | Edvald Boasson Hagen       | NOR                        | Team Sky                   | + 13 s                     |
| 5e                         | José Joaquín Rojas         | ESP                        | Caisse d'Épargne           | + 13 s                     |
| 6e                         | Julian Dean                | AUS                        | Garmin-Transitions         | + 13 s                     |
| 7e                         | Anthony Geslin             | FRA                        | FDJ                        | + 13 s                     |
| 8e                         | Thor Hushovd               | NOR                        | Cervélo TestTeam           | + 13 s                     |
| 9e                         | Grega Bole                 | SLO                        | Lampre-Farnese             | + 13 s                     |
| 10e                        | Lloyd Mondory              | FRA                        | AG2R La Mondiale           | + 13 s                     |
| modifier                   |                            |                            |                            |                            |

## Classement général
| Classement général à la 13e étape | Classement général à la 13e étape | Classement général à la 13e étape | Classement général à la 13e étape | Classement général à la 13e étape |
|                                   | Coureur                           | Pays                              | Équipe                            | Temps                             |
| --------------------------------- | --------------------------------- | --------------------------------- | --------------------------------- | --------------------------------- |
| 1er                               | Andy Schleck                      | LUX                               | Team Saxo Bank                    | en 63 h 8 min 40 s                |
| 2e                                | Alberto Contador                  | ESP                               | Astana                            | + 31 s                            |
| 3e                                | Samuel Sánchez                    | ESP                               | Euskaltel-Euskadi                 | + 2 min 45 s                      |
| 4e                                | Denis Menchov                     | RUS                               | Rabobank                          | + 2 min 58 s                      |
| 5e                                | Jurgen Van den Broeck             | BEL                               | Omega Pharma-Lotto                | + 3 min 31 s                      |
| 6e                                | Levi Leipheimer                   | USA                               | Team RadioShack                   | + 4 min 6 s                       |
| 7e                                | Robert Gesink                     | NED                               | Rabobank                          | + 4 min 27 s                      |
| 8e                                | Joaquim Rodríguez                 | ESP                               | Team Katusha                      | + 4 min 58 s                      |
| 9e                                | Luis León Sánchez                 | ESP                               | Caisse d'Épargne                  | + 5 min 2 s                       |
| 10e                               | Roman Kreuziger                   | CZE                               | Liquigas-Doimo                    | + 5 min 16 s                      |
| modifier                          |                                   |                                   |                                   |                                   |

## Classements annexes

### Classement par points
| Classement par points | Classement par points | Classement par points | Classement par points | Classement par points |
| --------------------- | --------------------- | --------------------- | --------------------- | --------------------- |
|                       | Coureur               | Pays                  | Équipe                | Point(s)              |
| 1er                   | Alessandro Petacchi   | ITA                   | Lampre-Farnese        | 187 points            |
| 2e                    | Thor Hushovd          | NOR                   | Cervélo TestTeam      | 185 pts               |
| 3e                    | Mark Cavendish        | GBR                   | Team HTC-Columbia     | 162 pts               |
| modifier              |                       |                       |                       |                       |

### Classement du meilleur grimpeur
| Classement du meilleur grimpeur | Classement du meilleur grimpeur | Classement du meilleur grimpeur | Classement du meilleur grimpeur | Classement du meilleur grimpeur |
| ------------------------------- | ------------------------------- | ------------------------------- | ------------------------------- | ------------------------------- |
|                                 | Coureur                         | Pays                            | Équipe                          | Point(s)                        |
| 1er                             | Anthony Charteau                | FRA                             | BBox Bouygues Telecom           | 107 points                      |
| 2e                              | Jérôme Pineau                   | FRA                             | Quick Step                      | 92 pts                          |
| 3e                              | Mario Aerts                     | BEL                             | Omega Pharma-Lotto              | 65 pts                          |
| modifier                        |                                 |                                 |                                 |                                 |

### Classement du meilleur jeune
| Classement général du meilleur jeune | Classement général du meilleur jeune | Classement général du meilleur jeune | Classement général du meilleur jeune | Classement général du meilleur jeune |
|                                      | Coureur                              | Pays                                 | Équipe                               | Temps                                |
| ------------------------------------ | ------------------------------------ | ------------------------------------ | ------------------------------------ | ------------------------------------ |
| 1er                                  | Andy Schleck                         | LUX                                  | Team Saxo Bank                       | en 63 h 8 min 40 s                   |
| 2e                                   | Robert Gesink                        | NED                                  | Rabobank                             | + 4 min 27 s                         |
| 3e                                   | Roman Kreuziger                      | CZE                                  | Liquigas-Doimo                       | + 5 min 16 s                         |
| modifier                             |                                      |                                      |                                      |                                      |

### Classement par équipes
| Classement par équipes | Classement par équipes | Classement par équipes | Classement par équipes |
|                        | Équipe                 | Pays                   | Temps                  |
| ---------------------- | ---------------------- | ---------------------- | ---------------------- |
| 1re                    | Team RadioShack        | États-Unis             | en 189 h 31 min 13 s   |
| 2e                     | Caisse d'Épargne       | Espagne                | + 21 s                 |
| 3e                     | Astana                 | Kazakhstan             | + 16 min 13 s          |
| modifier               |                        |                        |                        |

## Abandon
- Rein Taaramäe (Cofidis) : abandon, à la suite d'une tendinite